# United for Intercultural Action
L’United for Intercultural Action est un réseau paneuropéen contre le nationalisme, le racisme, le fascisme et pour le soutien des immigrants et des réfugiés.

## L’UNITED
Dans le réseau se trouvent plus de 560 organisations dans 48 pays européens. Depuis sa fondation en 1992, l’UNITED est indépendante de tout parti politique, des organisations et des États, même si cette position reste discutée.
Chaque année, l’UNITED publie le Carnet européen contre le racisme. Des organisations européennes qui luttent activement contre le racisme, le fascisme et le nationalisme ou qui interviennent en faveur des immigrants et des réfugies y sont mentionnées.
Dans le Calendrier de l’Internationalisme, publié par l’UNITED, se trouvent des informations sur des événements, des séminaires, des conférences, des expositions et des festivals qui ont comme sujet l’antiracisme, l’anti-nationalisme, l’antifascisme, les droits de l’Homme et le soutien des immigrants et des réfugiés. L’édition en ligne est actualisée chaque semaine. Une édition imprimée est envoyée à plus de 2 500 contacts dans toute l’Europe.
Des campagnes à l’échelle européenne, coordonnées par l’UNITED, ont lieu chaque année :
- 21/3 : semaine d’action contre le racisme
- 20/6 : journée internationale des réfugiés
- 9/11 : journée internationale contre le fascisme et l’antisémitisme.

Des volontaires du Service autrichien à l'étranger et de l’Aktion Sühnezeichen Friedensdienste travaillent pour l’UNITED.

## Soutiens financiers
United for Intercultural Action est financée par la Commission européenne, des ministères de différents États européens, le Conseil de l'Europe, le groupe socialiste du Parlement européen, Open Society Foundations de George Soros, la fondation Rothschild ou EVZ, une fondation conjointe du patronat et du gouvernement allemand.

## Orientation politique
Selon l'homme politique français Bernard Carayon, le réseau United for Intercultural Action « est composé d’activistes d’extrême-gauche ».